# Reao (Polynésie française)
Pour l'atoll, voir Reao.
Reao est une commune de la Polynésie française dans l'archipel des Tuamotu. Le chef-lieu de cette dernière est Reao.

## Géographie
La commune est composée de deux atolls :
- Reao
- Pukarua

## Histoire

### Liste des maires
| Période                                  | Période  | Identité         | Étiquette | Qualité |
| ---------------------------------------- | -------- | ---------------- | --------- | ------- |
| Les données manquantes sont à compléter. |          |                  |           |         |
| avant 1981                               | ?        | Teaveave Teaka   |           |         |
| 2014                                     | 2020     | Marie-Thérèse Ly |           |         |
|                                          | En cours | Matatini Lenoir  |           |         |

## Démographie
L'évolution du nombre d'habitants est connue à travers les recensements de la population effectués dans la commune depuis 1971. À partir de 2006, les populations légales des communes sont publiées annuellement par l'Insee, mais la loi relative à la démocratie de proximité du 27 février 2002 a, dans ses articles consacrés au recensement de la population, instauré des recensements de la population tous les cinq ans en Nouvelle-Calédonie, en Polynésie française, à Mayotte et dans les îles Wallis-et-Futuna, ce qui n’était pas le cas auparavant. Pour la commune, le premier recensement exhaustif entrant dans le cadre du nouveau dispositif a été réalisé en 2002, les précédents recensements ont eu lieu en 1996, 1988, 1983, 1977 et 1971.
En 2017, la commune comptait 587 habitants, en diminution de 3,14 % par rapport à 2012
| 1971 | 1977 | 1983 | 1988 | 1996 | 2002 | 2007 | 2012 | 2017 |
| ---- | ---- | ---- | ---- | ---- | ---- | ---- | ---- | ---- |
| 452  | 424  | 476  | 452  | 518  | 555  | 567  | 606  | 587  |

| 2022 | - | - | - | - | - | - | - | - |
| ---- | - | - | - | - | - | - | - | - |
| 513  | - | - | - | - | - | - | - | - |

## Économie
Les habitants de l’Île vivent essentiellement de la pêche et de la récolte du coprah.

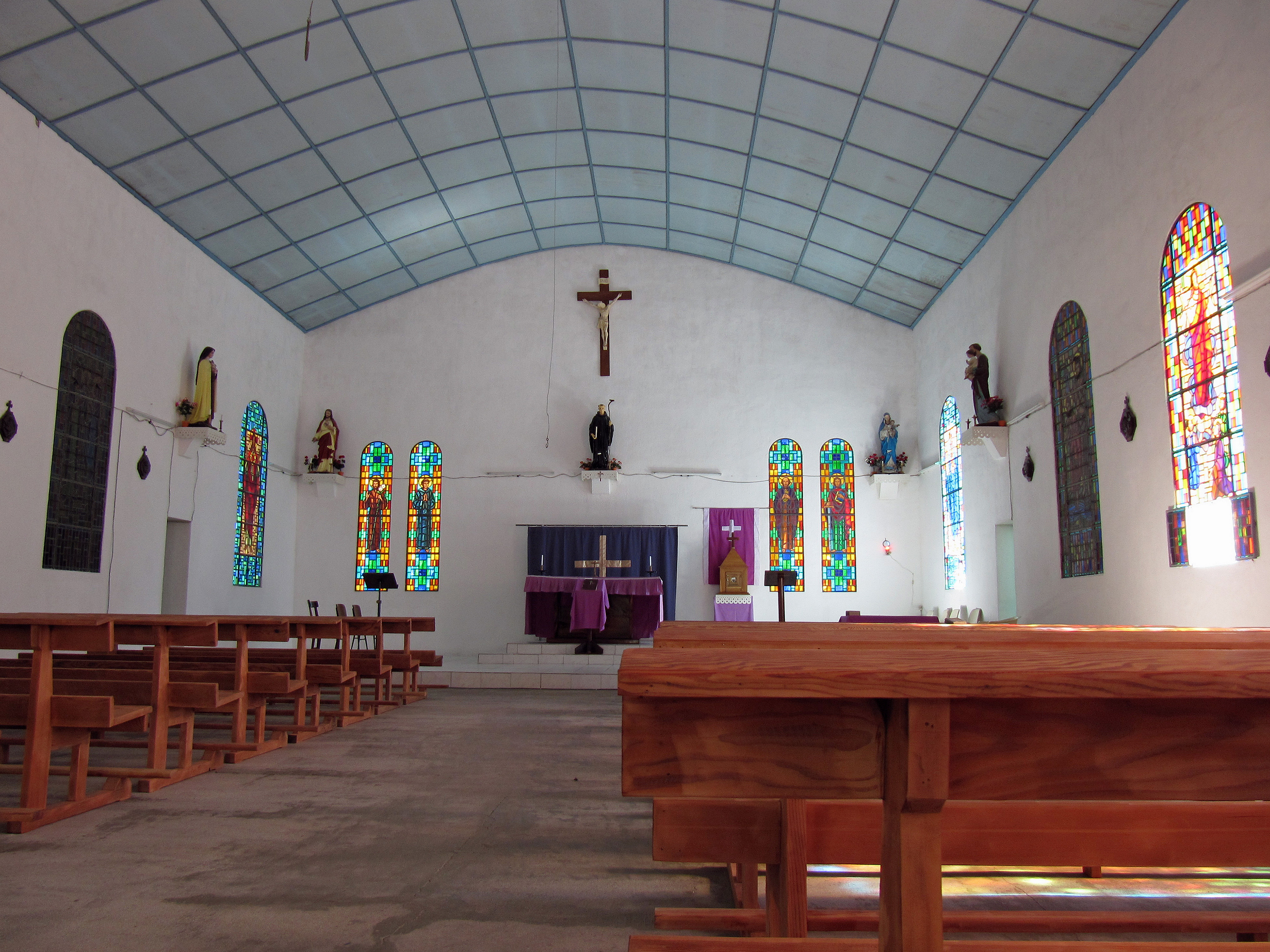
L'intérieur de l'Église Saint-Benoît

## Lieux et monuments
Reao possède une mairie, une église qui est située au centre du village, deux cimetières : l'un destiné aux lépreux d'autrefois, qui se trouve en dehors du village et l'autre pour les autres morts, dans le village près de la mairie.
Les vitraux de l'église ont été offerts par Eddy Mercx.
Reao possède également un établissement scolaire maternel et primaire, un bureau de poste et de télécommunication. On peut se rendre sur cet atoll soit en bateau soit en avion car Reao possède aussi un aéroport où les ATR de Air Tahiti peuvent se poser. 
Il y a également des petits commerces où l'on peut trouver ce dont on a besoin.
- Église Saint-Benoît de Marautagaroa.
- Église Saint-Augustin de Reao.